# أردوشاهي
أردوشاهي هي قرية في مقاطعة أرومية، إيران. عدد سكان هذه القرية هو 451 في سنة 2006.